# Ajax Sebald Cheb
Ajax Sebald Cheb byl český futsalový klub z Chebu. V roce 1993 se stal klub zakládajícím členem 1. celostátní ligy. Klub zanikl v roce 1997.
Největším úspěchem klubu byla celkem dvouletá účast v nejvyšší soutěži (1993, 1996/97).

## Historické názvy
Zdroj: 
- Ajax Cheb
- 1995 – Ajax Sebald Cheb

## Umístění v jednotlivých sezonách
Zdroj: 
Legenda: Z - zápasy, V - výhry, R - remízy, P - porážky, VG - vstřelené góly, OG - obdržené góly, +/- - rozdíl skóre, B - body, červené podbarvení - sestup, zelené podbarvení - postup, fialové podbarvení - reorganizace, změna skupiny či soutěže
| Česko (1993 – 1997) |                    |        |    |    |   |    |     |     |     |    |       |          |
| Sezóny              | Liga               | Úroveň | Z  | V  | R | P  | VG  | OG  | +/- | B  | P. ZČ | Play-off |
| 1993                | 1. celostátní liga | 1      | 11 | 1  | 0 | 10 | 15  | 54  | -39 | 2  | 11.   |          |
| ...                 |                    |        |    |    |   |    |     |     |     |    |       |          |
| 1994/95             | 2. celostátní liga | 2      | 26 | 14 | 2 | 10 | 121 | 112 | +9  | 44 | 6.    |          |
| 1995/96             | 2. celostátní liga | 2      | 30 | 20 | 4 | 6  | 145 | 98  | +47 | 64 | 2.    |          |
| 1996/97             | 1. celostátní liga | 1      | 30 | 9  | 3 | 18 | 133 | 203 | -70 | 30 | 12.   |          |